# کای هاورتز
کای لوکاس هاورتز (آلمانی: Kai Havertz؛ زادهٔ ۱۱ ژوئن ۱۹۹۹) بازیکن فوتبال اهل آلمان است که در پست هافبک تهاجمی یا وینگر در باشگاه فوتبال آرسنال و تیم ملی فوتبال آلمان بازی می‌کند.
از باشگاه‌هایی که در آن بازی کرده است می‌توان به بایرن لورکوزن و چلسی اشاره کرد. او در تاریخ ۱ جولای سال ۲۰۲۳ به باشگاه فوتبال آرسنال پیوست.

## عملکرد باشگاهی

### دوران نوجوانی
هاورتز در ۹ سالگی فوتبال خود را در باشگاه آلمنیا ماریادورف که سه مایل به خانه او فاصله داشت آغاز کرد؛ و دقیقاً در سال بعد آن به واسطه پدرش به باشگاه رسمی شهر خود یعنی آلمانیا آخن رفت تا بتواند خودش را معرفی کند. او بعد از مسابقات بین شهری مورد توجه باشگاه‌هایی مانند لورکوزن، هوفنهایم و … قرار گرفت تا در نهایت در سال ۲۰۱۰ به آکادمی لورکوزن رفت او از ۱۱ سالگی تا ۱۷ سالگی در آکادمی لورکوزن بازی کرد با اینکه نتوانست در آن دوران افتخاری کسب کند ولی حرکات انفرادی و توانایی اش در پاس و ضربات نهایی باعث شد که به عنوان یک هافبک هجومی به تیم اصلی بایر لورکوزن رفت. او در دوران نوجوانی ۶۵ بازی رسمی انجام داد و توانست ۲۷ گل به ثمر برساند و ۴ پاس گل بدهد.

### بایر لورکوزن
در یکم ژوئیه ۲۰۱۶ وقتی کای هاورتز برای اولین به لورکوزن رفته بود تجربه زیادی نداشت و در ۲۵ بازی اول خود ۱ گل زد و ۵ پاس گل داد که نتوانست چندان در چشم دیگر مربیان جا شود، همچنین در آن زمان بازیکنانی مثل یاشوا کیمیش و لروی سانه، آلمانی‌هایی بودند که توجه بیشتری جلب کرده بودند و این باعث می‌شد که او تا سال ۲۰۱۸ زیر سایه استعدادهای بی شمار بوندسلیگا بماند. هاورتز برای اولین در سال ۲۰۱۹/۲۰ به لیگ قهرمانان اروپا راه یافت که در مرحله گروهی بعد از مسابقه با یوونتوس و اتلتیکو مادرید به لیگ اروپا رفت تجربه هاورتز در رقابت‌های اروپایی زیاد ادامه پیدا نکرد و او به همراه هم تیمی‌هایش در مرحله یک چهارم نهایی طی رقابتی حساس به تیم اینتر میلان باختند و از رفتن به نیمه نهایی بازماندند، در همان سال بایر لورکوزن در هفته آخر سهمیه لیگ قهرمانان سال بعد را به مونشن گلادباخ داد تا به صورت مستقیم به لیگ اروپا برود.
اما هاورتز در این سفر آنها را همراهی نکرد و در فصل نقل و انتقالاتی به چلسی رفت. او در لورکوزن ۱۵۰ بازی کرد ۴۶ گل زد و ۳۱ پاس گل داد؛ ولی افتخاری کسب نکرد.

### چلسی
در روز چهارم ماه سپتامبر سال ۲۰۲۰ باشگاه فوتبال چلسی کای هاورتز را با مبلغ ۸۰ میلیون یورو از لورکوزن خرید. با این مبلغ هاورتز به گران‌قیمت‌ترین بازیکن آلمانی تاریخ تبدیل شد. او در چلسی نیز با هت‌تریک در جام حذفی مقابل برنلی شروع خوبی را تجربه کرد و در فینال لیگ قهرمانان ۲۱–۲۰۲۰ گل قهرمانی چلسی را مقابل منچستر سیتی به ثمر رساند.

## آمار باشگاهی
تا تاریخ ۱۷ فوریه ۲۰۲۴
| باشگاه            | فصل               | لیگ               | لیگ  | لیگ | جام حذفی | جام حذفی | جام اتحادیه | جام اتحادیه | قاره‌ای | قاره‌ای | دیگر | دیگر | مجموع | مجموع |
| باشگاه            | فصل               | دسته              | بازی | گل  | بازی     | گل       | بازی        | گل          | بازی   | گل     | بازی | گل   | بازی  | گل    |
| ----------------- | ----------------- | ----------------- | ---- | --- | -------- | -------- | ----------- | ----------- | ------ | ------ | ---- | ---- | ----- | ----- |
| بایرلورکوزن       | ۲۰۱۶–۱۷           | بوندسلیگا         | ۲۴   | ۴   | ۱        | ۰        | –           | –           | ۳      | ۰      | _    | _    | ۲۸    | ۴     |
| بایرلورکوزن       | ۲۰۱۷–۱۸           | بوندسلیگا         | ۳۰   | ۳   | ۵        | ۰        | –           | –           | _      | _      | _    | _    | ۳۵    | ۴     |
| بایرلورکوزن       | ۲۰۱۸–۱۹           | بوندسلیگا         | ۳۴   | ۱۷  | ۲        | ۰        | –           | –           | ۶      | ۳      | _    | _    | ۴۲    | ۲۰    |
| بایرلورکوزن       | ۲۰۱۹–۲۰           | بوندسلیگا         | ۳۰   | ۱۲  | ۵        | ۲        | –           | –           | ۱۰     | ۴      | _    | _    | ۴۵    | ۱۸    |
| مجموع بایرلورکوزن | مجموع بایرلورکوزن | مجموع بایرلورکوزن | ۱۱۸  | ۳۶  | ۱۳       | ۳        | –           | –           | ۱۹     | ۷      | –    | –    | ۱۵۰   | ۴۶    |
| چلسی              | ۲۰۲۰–۲۱           | لیگ برتر          | ۲۷   | ۴   | ۵        | ۱        | ۱           | ۳           | ۱۲     | ۱      | _    | _    | ۴۵    | ۹     |
| چلسی              | ۲۰۲۱–۲۲           | لیگ برتر          | ۲۹   | ۸   | ۸        | ۱        | ۳           | ۲           | ۹      | ۳      | ۳    | ۱    | ۴۷    | ۱۴    |
| چلسی              | ۲۰۲۲–۲۳           | لیگ برتر          | ۳۵   | ۷   | ۱        | ۰        | ۱           | ۰           | ۱۰     | ۲      | _    | _    | ۴۷    | ۹     |
| مجموع چلسی        | مجموع چلسی        | مجموع چلسی        | ۹۱   | ۱۹  | ۹        | ۱        | ۵           | ۵           | ۳۱     | ۶      | ۳    | ۱    | ۱۳۹   | ۳۲    |
| آرسنال            | ۲۰۲۳–۲۴           | لیگ برتر          | ۲۴   | ۵   | ۰        | ۰        | ۲           | ۰           | ۶      | ۱      | ۱    | ۰    | ۳۳    | ۶     |
| مجموع آمار        | مجموع آمار        | مجموع آمار        | ۲۳۳  | ۶۰  | ۲۲       | ۴        | ۷           | ۵           | ۵۶     | ۱۴     | ۴    | ۱    | ۳۲۲   | ۸۴    |

+= قسمت دیگر شامل سوپر جام داخلی و سوپر جام اروپا و جام باشگاه‌های جهان است.

## افتخارات

### باشگاهی
چلسی
- لیگ قهرمانان اروپا(۱): ۲۱–۲۰۲۰
- سوپر جام اروپا(۱): ۲۰۲۱
- جام باشگاه‌های جهان(۱): ۲۰۲۱

آرسنال
- سوپر جام فوتبال انگلستان(۱): ۲۰۲۳

### شخصی
- تیم منتخب بوندسلیگا: ۱۹–۲۰۱۸
- تیم منتخب لیگ اروپا: ۲۰–۲۰۱۹

## آمار ملی

### بازی‌های ملی
تا تاریخ ۲۱ نوامبر ۲۰۲۳
| آلمان | آلمان | آلمان | آلمان  |
| سال   | بازی  | گل    | پاس گل |
| ----- | ----- | ----- | ------ |
| ۲۰۱۸  | ۲     | ۰     | ۱      |
| ۲۰۱۹  | ۵     | ۱     | ۲      |
| ۲۰۲۰  | ۳     | ۱     | ۳      |
| ۲۰۲۱  | ۱۳    | ۵     | ۴      |
| ۲۰۲۲  | ۱۰    | ۵     | ۱      |
| ۲۰۲۳  | ۹     | ۲     | ۳      |
| مجموع | ۴۲    | ۱۴    | ۱۴     |

### گل‌های ملی
| شماره | تاریخ           | میزبان   | بازی ملی | حریف      | نتیجه | رقابت                    |
| ----- | --------------- | -------- | -------- | --------- | ----- | ------------------------ |
| ۱     | ۹ اکتبر ۲۰۱۹    | دورتموند | ۶        | آرژانتین  | ۲–۲   | دوستانه                  |
| ۲     | ۱۳ اکتبر ۲۰۱۹   | کلن      | ۱۰       | سوئیس     | ۳–۳   | لیگ ملت‌های اروپا ۲۱–۲۰۲۰ |
| ۳     | ۲۵ مارس ۲۰۱۹    | دویسبورگ | ۱۱       | ایسلند    | ۳–۰   | مقدماتی جام جهانی ۲۰۲۲   |
| ۴     | ۱۹ ژوئن ۲۰۲۱    | مونیخ    | ۱۶       | پرتغال    | ۴–۲   | جام ملت‌های اروپا ۲۰۲۰    |
| ۵     | ۲۳ ژوئن ۲۰۲۱    | مونیخ    | ۱۷       | مجارستان  | ۲–۲   | جام ملت‌های اروپا ۲۰۲۰    |
| ۶     | ۱۱ اکتبر ۲۰۲۱   | اسکوپیه  | ۲۲       | مقدونیه   | ۴–۰   | مقدماتی جام جهانی ۲۰۲۲   |
| ۷     | ۱۴ نوامبر ۲۰۲۱  | ایروان   | ۲۳       | ارمنستان  | ۴–۱   | مقدماتی جام جهانی ۲۰۲۲   |
| ۸     | ۲۶ مارس ۲۰۲۲    | زینسهایم | ۲۴       | اسرائیل   | ۲–۰   | دوستانه                  |
| ۹     | ۲۶ سپتامبر ۲۰۲۲ | لندن     | ۳۰       | انگلستان  | ۳–۳   | لیگ ملت‌های اروپا ۲۳–۲۰۲۲ |
| ۱۰    | ۲۶ سپتامبر ۲۰۲۲ | لندن     | ۳۰       | انگلستان  | ۳–۳   | لیگ ملت‌های اروپا ۲۳–۲۰۲۲ |
| ۱۱    | ۱ دسامبر ۲۰۲۲   | الخور    | ۳۳       | کاستاریکا | ۴–۲   | جام جهانی ۲۰۲۲ قطر       |
| ۱۲    | ۱ دسامبر ۲۰۲۲   | الخور    | ۳۳       | کاستاریکا | ۴–۲   | جام جهانی ۲۰۲۲ قطر       |
| ۱۳    | ۱۲ ژوئن ۲۰۲۳    | برمن     | ۳۵       | اوکراین   | ۳–۳   | دوستانه                  |
| ۱۴    | ۱۸ نوامبر ۲۰۲۳  | برلین    | ۴۱       | ترکیه     | ۲–۳   | دوستانه                  |

## عملکرد ملی
هاورتز در تیم‌های ملی زیر ۱۶ سال آلمان، زیر ۱۷ سال آلمان، زیر ۱۹ سال آلمان بازی کرده است.
هاورتز اولین بازی ملی خودش رو در ۹ دسامبر ۲۰۱۸ در بازی دوستانه در برابر پرو انجام داد. که در پایان المان ۲ بر ۱ بازی را برد. همچنین او در ۹ اکتبر ۲۰۱۹ در بازی دوستانه مقابل آرژانتین به ثمر رساند. که در پایان ۲ بر ۲ مساوی به پایان رسید.
کای هاورتز در جام ملت‌های اروپا ۲۰۲۰ نیز همراه آلمان بازی کرد و دو گل نیز در برابر پرتغال، مجارستان زد.